# Бамбино (порода кошек)
Бамбино (Bambino) — экспериментальная (или так называемая дизайнерская) порода кошек, результат скрещивания сфинкса и манчкина. Порода получила название из итальянского языка, где слово «бамбино» означает ребёнок. Сюжет о бамбино вошёл в серию телепередач «Энциклопедия кошек» (Cats 101) телеканала Animal Planet. Первый котенок бамбино был рожден в 2005 году.
Впервые такие котята появились на свет случайно — супруги Пэт и Стефани Осборн (Stephanie and Pat Osborne) из американского штата Арканзас приобрели забавное, странноватое на вид, но удивительно трогательное животное и решили разводить подобных кошек в своем питомнике HolyMoly Cattery. Пэту Осборну и принадлежит авторство названия новой породы.
В 2005 году первый помет Бамбино был зарегистрирован и в России, сделано это питомником Baby Moon Cattery, заводчик М. Чернова.
Другое название породы — Dwarf cat, Dwarfcat, «кошки-гномы».

## Статус
Иногда встречаются утверждения, что она признана TICA. Это не соответствует действительности. Стандарты таких организаций, как TICA и GCCF запрещают скрещивание сфинксов и манчкинов: регистрация породы в TICA как экспериментальной, не означает, что она признана. В Германии разведение таких пород запрещено законом о защите животных.
Однако, порода минскин в TICA признана в качестве предварительно новой и ведутся работы на пути к чемпионату. Рассматривается в том числе и вариант признания бамбино как одного из типов/окрасов породы минскин.
На сегодняшний день кошки бамбино зарегистрированы в списке редких и экзотических кошек (REFR), а также признаны ассоциацией кошек карликовых пород (TDCA).

## Бамбино и минскин
Родственная бамбино порода «минскин» также является сложным гибридом на основе манчкина и сфинкса, была разработана американским заводчиком Полом МакСорли. Иногда она считается отдельной породой, иногда — вариантом бамбино, иногда бамбино называют вариантом  минскина. У минскинов есть шерсть на голове, ушах, лапках и хвосте. При их выведении были, помимо манчкина и сфинкса, использованы кошки породы девон рекс и бурма. В отличие от них, бамбино является чистым гибридом между сфинском и манчкином, что с большой долей вероятности исключает признание бамбино как одной из линий этой породы в случае ее признания, но позволяет использовать бамбино для формирования поголовья минскинов. Минскины признаны предварительно новой породой в фелинологической организации TICA, но полного признания породы пока не произошло.
В отличие от минскина, создание которого было результатом  преднамеренной работы селекционеров, первые кошки бамбино появились в результате случайно мутации, и лишь потом над ними была начата целенаправленная работа.

## Внешний вид
Бамбино — небольшие кошки весом 2—4 килограмма. Из-за безволосой кожи кошка требует ухода, прежде всего регулярного мытья.
- Шерсть: отсутствует (небольшое наличие допустимо).
- Лапы: сильные мышцы, подушечки лап как у всех котов, сами лапы короткие.
- Груминг: высокий.
- Уши: большие, треугольные, кончики округлые.
- Туловище: вытянутое, овалообразное, схожее с туловищем таксы, но короче.
- Хвост: крысиный, такой же как у сфинкса.
- Лоб: морщинистый, в нём скапливается жир и грязь, поэтому, его тоже надо чистить.
- Глаза: зелёные и голубые, серые и желтые.
- Нос: маленький, розовый.

## Особенности кошек породы бамбино
Поскольку в силу физиологических особенностей своего строения кошки этой породы не могут прыгать высоко, им создают «лестницу» из подходящих по высоте предметов, чтобы питомец мог по желанию взобраться на высокий диван или полку.
Бамбино — обладатели быстрого обмена веществ, поэтому им требуется достаточно калорийная и питательная пища. В случае кормления кормами промышленного производства для бамбино необходимо выбирать те линейки кормов, которые рассчитаны для животных, ведущих активный образ жизни. Однако важно строго соблюдать порции, поскольку представители этой породы обладают хорошим аппетитом и склонны к перееданию.

## Предварительный стандарт породы
В основе стандарта породы бамбино, разработанного федерацией FARUS (российская фелинологическая федерация), лежат предварительные стандарты федераций WCA и RUI.
Ни одна из федераций пока не дала окончательного признания этой породе.

### Предварительный стандарт FARUS
ОБЩЕЕ ВПЕЧАТЛЕНИЕ: Бамбино — это порода кошек, полученная в результате целенаправленного скрещивания Канадского Сфинкса, характерной особенностью которых является кажущаяся полная бесшерстность, и Манчкинов, кошки-таксы, укороченные конечности которых — результат закрепления случайной аутосомной мутации, носящей доминантный характер. Таким образом, в основу формирования породы легли две мутации — мутация бесшерстности и мутация укорочения конечностей. Мутация укорочения конечностей не коснулась позвоночника Манчкинов, который сохранил форму и гибкость, характерную для других домашних кошек. Короткие ноги не повлияли на подвижность кошки и на её здоровье. В результате скрещивания двух этих пород и дальнейшей селекционной работы родилась новая порода, Бамбино — бесшерстная коротконогая кошка мускулистого телосложения с нежной любвеобильной натурой, очень подвижная и жизнерадостная. Бамбино очень близки к Канадским Сфинксам, но одновременно совершенно на них не похожи. С укорочением и утолщением конечностей полностью пропала грация Канадских Сфинксов, но появилась смешная детская трогательность. Походка, манера движений — унаследованы от Манчкинов. Характерная голова, большие уши, большие лимоновидные глаза, вытянутый корпус на коротких ногах создают неповторимый образ бесшерстной кошки-таксы.
ГОЛОВА: среднего размера в форме модифицированного клина с округлыми контурами, в длину немного больше, чем в ширину, с рельефными скулами и выраженным брейком в области вибрисс (пинч). Череп слегка округлен с плоской площадкой перед ушами. Нос прямой с незначительно ощутимым стопом в области переносицы.
Скулы: выраженные, округлые, идущие выпуклыми кривыми выше пинча.
Мордочка и подбородок: короткая, округлая, хорошо наполненная мордочка с хорошо выраженными подушечками вибрисс, подчеркнутая пинчем. Хорошо развитый подбородок, но не выступающий или чрезмерно сильный, находится на одной линии с зеркальцем носа.
Уши: от больших до очень больших. Листовидные, широкие и глубокие в основании, открытые, с небольшим разведением в стороны. Расстояние между ушами должно быть меньше ширины одного уха в основании. Если смотреть спереди, внешний край основания уха должен начинаться на уровне глаз, а расположение ушей не должно быть ни слишком низким, ни слишком высоким. Внутренняя часть ушей без шерсти, но небольшое количество шерсти допускается по контуру на нижней части внутреннего уха. Наружная часть уха может быть целиком покрыта тонким велюром.
Глаза: большие, лимоновидные, слегка косого постава. Воображаемая линия, проходящая через внутренний и внешний углы глаза, направлена к внешнему краю основания уха. Глаза широко расставлены, расстояние между ними должно равняться как минимум размеру глаза. Цвет глаз яркий, однородный, насыщенный в соответствии с окрасом.
Тело: вытянутое, но не слишком растянутое, мускулистое, одинаковой ширины в плечах и в бедрах. Грудь широкая, округлая и глубокая. Мощные, крепкие плечи. Полный округлый живот. Линия спины поднимается сразу за лопатками по направлению к мускулистому, хорошо округленному крупу в соответствии с более длинными задними конечностями. Подъём спины хорошо заметен, когда кошка стоит. Костяк от среднего до достаточно тяжелого. Мускулатура хорошо развита. Выражен половой диморфизм.
Шея: средней длины, округлая, мускулистая, слегка выгнута от линии плеч до основания черепа. Допустима более развитая мускулатура у взрослых котов, за счет чего шея выглядит очень мощной.
Ноги: короткие, достаточно крепкие и мускулистые, задние конечности незначительно длиннее передних. Плечи и предплечья передних конечностей, также как и бедра и голени задних практически равны по длине. Локти должны плотно прилегать к грудной клетке, а не выступать в стороны. Передние конечности как бы огибают грудную клетку, переходя в крепкие, прямые предплечья. Задние конечности при виде сзади прямые. Укороченные конечности Бамбино утолщены по сравнению с конечностями других кошек, кожа на них очень складчатая. Допустима вариабельность в длине конечностей. Предпочтительная длина ног составляет 1/3 от высоты в холке.
Лапы: овальной формы с длинными гибкими пальцами по 5 на передних и по 4 на задних ногах. Все четыре лапы должны быть направленными прямо, вперед, а не развернутыми в стороны или вовнутрь. Подушечки лап выпуклые, создается впечатление, что кошка стоит на толстых подушках.
Хвост: длинный, в пропорции к телу, гибкий, достаточно толстый в основании, сужающийся к закругленному кончику.
Шерсть/Kожа: видимость бесшерстности. Короткие, нежные волоски могут присутствовать на ногах, наружной стороне ушей, на хвосте и мошонке. Переносица обычно покрыта короткой шерстью. На остальных частях тела покров может варьировать от полной бесшерстности («резина» или «горячий воск») до мягкого пухового покрытия длиной не более 2 мм. Такая текстура шерсти/кожи вызывает чувство сопротивления при поглаживании, создавая ощущение замши или велюра. Кожа на ощупь очень приятная, нежная, но достаточно толстая, с хорошим слоем подкожного жира. Кожа складчатая, особенно вокруг мордочки, на шее, между ушами, вокруг плеч. Наибольшее количество «избыточной» кожи в виде многочисленных складок находится на коротких передних конечностях от локтевого сустава до самых пальчиков. Вибриссы либо отсутствуют, либо короткие, редкие, извитые и обломанные.
Окрас: признаются все окрасы в любой комбинации за исключением тех, которые характеризуются зонарным распределением цвета по длине волоса.
Недостатки: очень короткие ноги, большее количество шерсти, чем допускается стандартом; тонкое, хрупкое телосложение, слабая мускулатура; впалый живот; тощий круп; узкая грудь; киль; компактное или восточного типа тело; сильно выступающие ключицы; выступающие в стороны локти; удлиненные конечности; коровий постав задних конечностей.
Дисквалификация: признаки слабости задней части тела, зало́м или другие дефекты хвоста.
Допустимые скрещивания: Kанадские Сфинксы, Манчкины.

### Предварительный международный стандарт по версии федерации RUI
Для сравнения приведен предварительный стандарт федерации RUI, которая является международной фелинологической федерацией. Несмотря на то, что стандарт FARUS во многом опирается на разработанный RUI стандарт, между ними существуют некоторые существенные различия.
ОБЩЕЕ ВПЕЧАТЛЕНИЕ: Бамбино — это порода кошек, полученная в результате целенаправленного скрещивания Канадского Сфинкса и Манчкинов. Бамбино очень близки к Канадским Сфинксам, но одновременно совершенно на них не похожи. С укорочением и утолщением конечностей полностью пропала грация Канадских Сфинксов, но появилась смешная детская трогательность. Походка, манера движений — унаследованы от Манчкинов. Характерная голова, большие уши, большие лимоновидные глаза, потянутый корпус на коротких ногах создают неповторимый образ бесшерстной кошки-таксы. Выражен половой диморфизм.
ГОЛОВА: среднего размера в форме модифицированного клина с округлыми очертаниями, в длину немного больше, чем в ширину, с рельефными скулами и выраженным брейком в области вибрисс. Череп слегка округлен с плоской площадкой перед ушами. Нос прямой с незначительно ощутимым стопом в области переносицы. Скулы выраженные, округлые, достаточно высокие. Шея средней длины, округлая, мускулистая, слегка выгнута от линии плеч до основания черепа. Допустима более развитая мускулатура у взрослых котов, за счет чего шея выглядит очень мощной.
МОРДОЧКА: короткая, округлая, хорошо наполненная с хорошо выраженными подушечками вибрисс. Подбородок хорошо развит, но не скошенный и не выступающий.
ГЛАЗА: большие, лимоновидные, слегка косо поставленные. Воображаемая линия, проходящая через внутренний и внешний углы глаза, направлена к внешнему краю основания уха. Глаза широко расставлены, расстояние между ними должно равняться как минимум размеру глаза.
УШИ: от больших до очень больших. Листовидные, широкие и глубокие в основании, открытые, с небольшим разведением в стороны. Расстояние между ушами должно быть меньше ширины одного уха в основании. Если смотреть спереди, внешний край основания уха должен начинаться на уровне глаз, а постав ушей не должен быть ни слишком низким, ни слишком высоким. Внутренняя часть ушей без шерсти, но небольшое количество шерсти допускается по контуру на нижней части внутреннего уха. Наружная часть уха может быть целиком покрыта тонким велюром.
ТУЛОВИЩЕ: визуально достаточно длинное, но не слишком растянутое. Мускулистое, одинаковой ширины в плечах и в бедрах. Грудь широкая, округлая и глубокая. Мощные, крепкие плечи. Полный округлый живот. Линия спины поднимается сразу за лопатками по направлению к хорошо округленному крупу в соответствии с более длинными задними конечностями. Подъём спины хорошо заметен, когда кошка стоит. Костяк от среднего до достаточно тяжелого. Мускулатура хорошо развита.
НОГИ: короткие, достаточно крепкие и мускулистые, задние конечности незначительно длиннее передних. Плечи и предплечья передних конечностей, также как и бедра и голени задних практически равны по длине. Локти должны плотно прилегать к грудной клетке, а не выступать в стороны. Передние конечности как бы огибают грудную клетку, переходя в крепкие, прямые предплечья. Задние конечности при виде сзади прямые. Укороченные конечности Бамбино утолщены по сравнению с конечностями других кошек, кожа на них очень складчатая. Допустима вариабельность в длине конечностей. Предпочтительная длина ног составляет 1/3 от высоты в холке. Лапы овальные с длинными гибкими пальцами. Все четыре лапы должны быть направлены вперед, а не быть развернутыми в стороны или вовнутрь. Подушечки лап толстые.
Примечание: Бамбино с обычной длиной ног проходят экспертизу в классе AOV.
ХВОСТ: длинный, в пропорции к телу, гибкий, достаточно толстый в основании, сужающийся к закругленному кончику.
ШЕРСТЬ: короткая, густая, плотная, с хорошо развитым подшерстком. Глянцевый, достаточно толстый, блестящий остевой волос незначительно длиннее подшерстка. Допускаются сезонные изменения в густоте подшерстка. Шерстный покров должен быть достаточно плотным, чтобы иметь возможность защитить кошку от влажности, холода и поверхностных повреждений кожи.
ШЕРСТЬ/КОЖА: видимость бесшерстности. Короткие, нежные волоски могут присутствовать на ногах, наружной стороне ушей, на хвосте и мошонке. Переносица покрыта короткой шерстью. На остальных частях тела покров может варьировать от полной бесшерстности («резина» или «горячий воск») до мягкого пухового покрытия длиной не более 2 мм. Кожа толстая, приятная и нежная на ощупь, складчатая, особенно вокруг мордочки, на шее, между ушами, вокруг плеч и на ногах. Наибольшее количество «избыточной» кожи в виде многочисленных складок находится на коротких передних конечностях от локтевого сустава до самых пальчиков. Вибриссы либо отсутствуют, либо короткие, редкие, извитые и обломанные.
ОКРАС: признаны все генетически возможные окрасы в любой комбинации за исключением тех, которые характеризуются зонарным распределением цвета по длине волоса. Цвет глаз яркий, однородный, насыщенный в соответствии с окрасом.
НЕДОСТАТКИ: очень короткие ноги; большее количество шерсти, чем допускается стандартом; излишняя складчатость; тонкое, хрупкое телосложение, слабая мускулатура; впалый живот; тощий круп; узкая грудь; компактное или восточного типа тело; сильно выступающие ключицы; выступающие в стороны локти; удлиненные конечности. /div>
ДИСКВАЛИФИКАЦИЯ: признаки слабости задней части тела, а также дисквалифицирующие признаки, общие для всех пород.
Допустимые скрещивания: Канадские Сфинксы.

## Интересные факты
- В помете кошек бамбино могут рождаться как коротколапые котята, так и котята с нормальной длиной конечностей. Такие котята тоже соответствуют стандарту бамбино и участвуют в дальнейшей программе разведения наравне с коротколапыми. Это является одним из важных отличий между минскинами и бамбино.
- Российские линии кошек бамбино, появившиеся почти одновременно с американскими, не имеют с ними генетического родства. Работу по скрещиванию манчкинов и сфинксов в России проводили отдельно, параллельно с работой над случайно обнаруженными кошками в США. В питомнике Baby Moon Cattery под началом Марии и Елены Черновых велись направленные эксперименты по скрещиванию манчкинов и сфинксов. Первые отечественные Бамбино были зарегистрированы в 2005 году ассоциацией WCA Nica Center как экспериментальная порода. В питомнике на тот момент появилось 18 пометов (с 1 по 4 поколение)[4].

## См.также
Минскин